# 16148 Amaraifeji
A 16148 Amaraifeji (ideiglenes jelöléssel (16148) 1999 XG188) a Naprendszer kisbolygóövében található aszteroida. A LINEAR projekt keretében fedezték fel 1999. december 12-én.